# Barate
Barate (Baraa in milanese) è una frazione del comune di Gaggiano in provincia di Milano, posta a sud del centro abitato, verso Noviglio. Attualmente è abitata solo da un centinaio di persone.

## Storia
Fu un antico comune del Milanese, infeudato con Rosate a vari signori fra cui gli Stampa.
Fin dal Cinquecento Barate fu sede di parrocchia. In base al censimento voluto nel 1771 dall'imperatrice Maria Teresa, Barate contava 480 anime. Alla proclamazione del Regno d'Italia nel 1805 risultava avere 411 abitanti, essendosi quindi spopolata. Nel 1809 fu soppresso con regio decreto di Napoleone ed annesso a Vigano, la quale fu poi nel 1811 a sua volta soppressa e sottoposta all'amministrazione comunale di Gaggiano. Il Comune di Barate fu quindi ripristinato con il ritorno degli austriaci, venendo però spostato in Provincia di Pavia. Nel 1859, quando fu riportato sotto Milano, il paese risultava ancor più abbandonato, essendo sceso a 368 abitanti. Un regio decreto di Vittorio Emanuele II del 7 marzo 1869 sciolse definitivamente il comune, annettendolo per sempre a Gaggiano.
Qui nacque il bisnonno di Papa Francesco, Pietro Giovanni Gogna, che venne al mondo presso la cascina Meraviglia, il 29 aprile 1849. Pietro Giovanni ricette il battesimo il giorno dopo la nascita, nella chiesa di Sant'Andrea Apostolo, da don Gaetano Zuffi, parroco di Barate, dal 1845 al 1859. La figlia di Gogna e nonna del papa, Maria, si trasferì in Argentina e, dall'unione con Francesco Sivori, nacque Maria Regina, la quale a sua volta si sposò con Mario Bergoglio. Quest'ultimi due sono i genitori di Papa Francesco, nato nel 1936 a Buenos Aires.

### Monumenti e luoghi d'interesse

#### Chiesa di Sant'Andrea
La chiesa di Sant'Andrea fa risalire le sue prime origini attorno all'XI secolo, quando la struttura era dedicata alla Madonna. Di questa chiesa si persero completamente le tracce già dalla relazione di Goffredo da Bussero del 1398 quando per la prima volta viene nominata la chiesa di Sant'Andrea, che disponeva anche di un piccolo cimitero di forma triangolare, cintato ed affiancato alla chiesa stessa.
L'attuale struttura è stata pesantemente rimaneggiata nel corso della seconda metà dell'Ottocento e presenta oggi al suo interno degli affreschi ed un coro ligneo scolpito di grande pregio, realizzati nella prima metà del Novecento da don Giulio Pizzoccheri, pittore autodidatta che fu parroco del borgo per quasi cinquant'anni.
Il Campanile è dotato di 4 campane in Sol3 solo ad azionamento manuale 
Fonditore Comerio di Milano con una rifusione ad Opera della Fonderia Ottolina.
Al registro parrocchiale del 1898 risale l’ultimo dato dei battezzati della frazione, e quindi con buona approssimazione dei suoi abitanti, all’epoca 494.
Il crollo della popolazione portò all’inevitabile soppressione della parrocchia nel 1986.